# Overberg (Cap-Occidental)

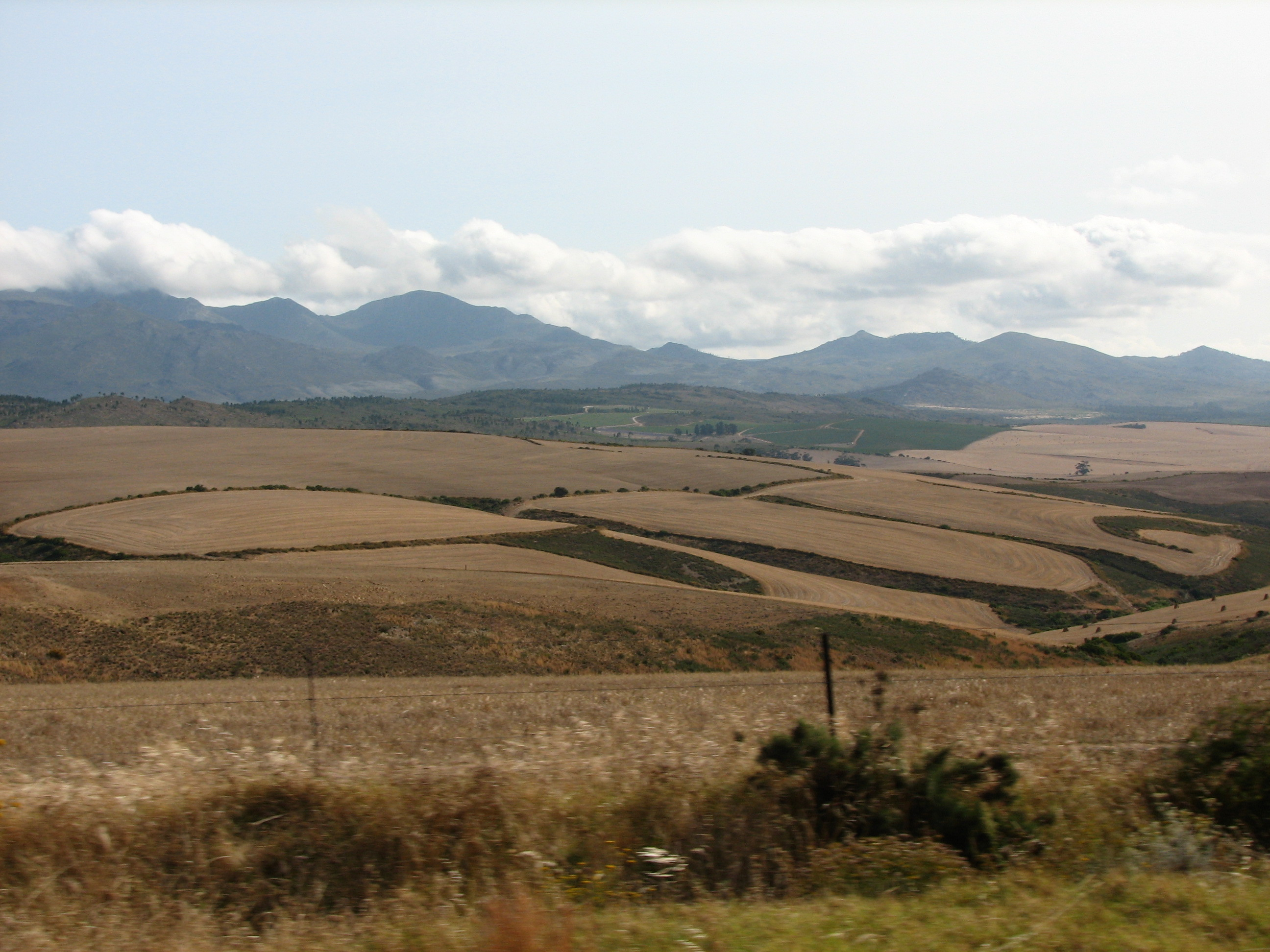
Été typique (saison sèche), paysage d'Overberg avec les montagnes Babilonstoring au-delà entre Caledon et Bot River.

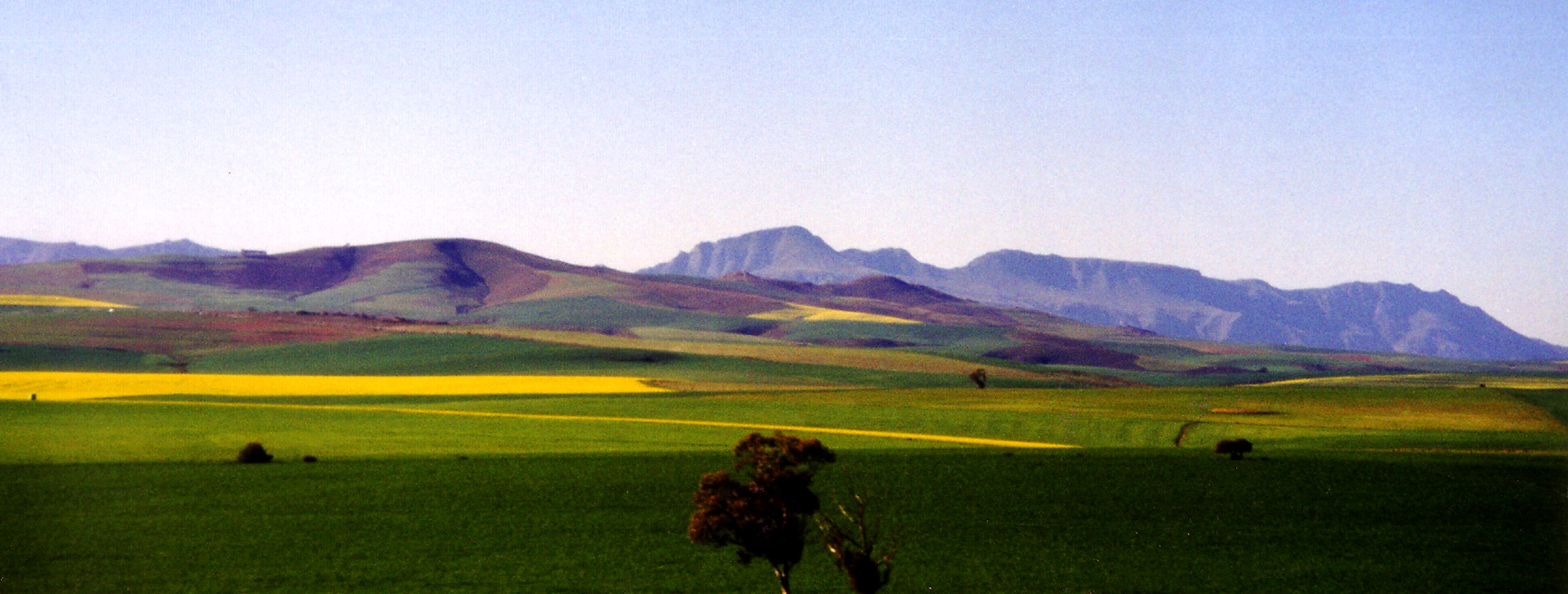
Overberg au début du printemps avec les champs de canola au premier plan et les montagnes Riviersonderend en arrière-plan.

Carte de l'Overberg.

Pour les articles homonymes, voir Overberg.
L'Overberg est une région d'Afrique du Sud à l'est du Cap, au-delà des montagnes Hottentots-Holland. Il se trouve le long de la côte sud de la province du Cap occidental, entre la péninsule du Cap et la région connue sous le nom de Garden Route à l'est. Les limites de l'Overberg sont les montagnes Hottentots-Holland à l'ouest; les Montagnes Riviersonderend (en), qui font partie de la Ceinture plissée du Cap, au nord; les océans Atlantique et Indien au sud et la Rivière Breede (en) à l'est. 
La région a toujours été considérée comme le grenier du Cap et est largement consacrée à la culture céréalière, principalement du blé. Les champs de blé sont un terrain fertile majeur pour l'oiseau national d'Afrique du Sud, la grue bleue. Les fruits sont une autre culture importante dans l'Overberg, la vallée d'Elgin produisant environ 60 pour cent de la récolte annuelle totale de pommes d'environ 819 000 tonnes (données de 2012).
Nichée dans l'Overberg, on peut trouver la réserve de biosphère de Kogelberg (reconnue et inscrite à l' UNESCO) peuplée d'une grande diversité de plantes à fleurs que l'on ne trouve nulle part ailleurs dans le biome du fynbos. 
Les principales villes sont Hermanus, Caledon, Bredasdorp, Grabouw et Swellendam et la région comprend le cap Agulhas, le point le plus méridional de l'Afrique. Le paysage est dominé par des collines légèrement à modérément ondulées entourées de montagnes et de l'océan. 
Le nom est dérivé d'Over 't Berg, signifie « sur la montagne (Hottentots-Holland) » et fait référence à l'emplacement de la région par rapport au Cap. 

## Galerie

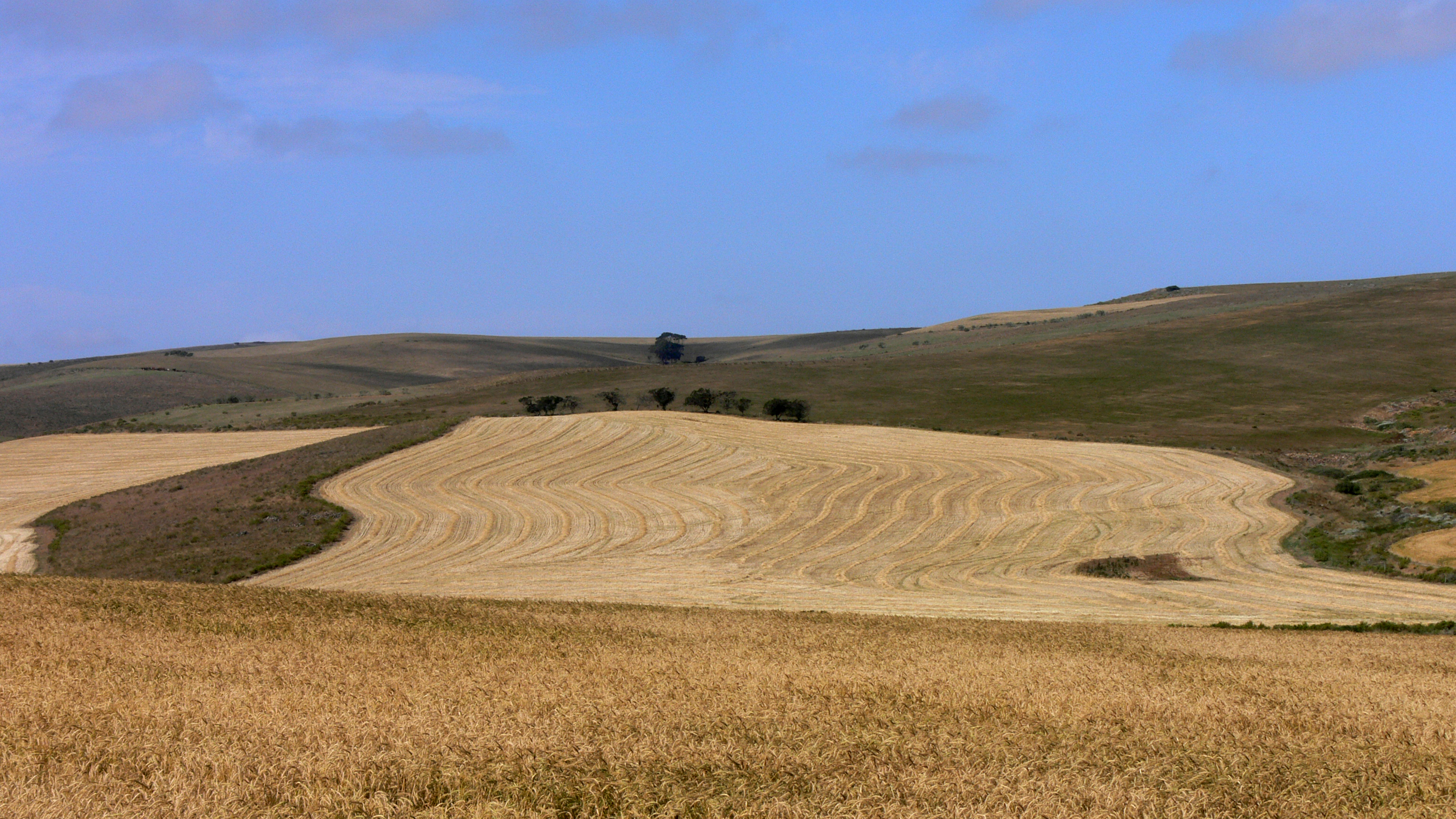
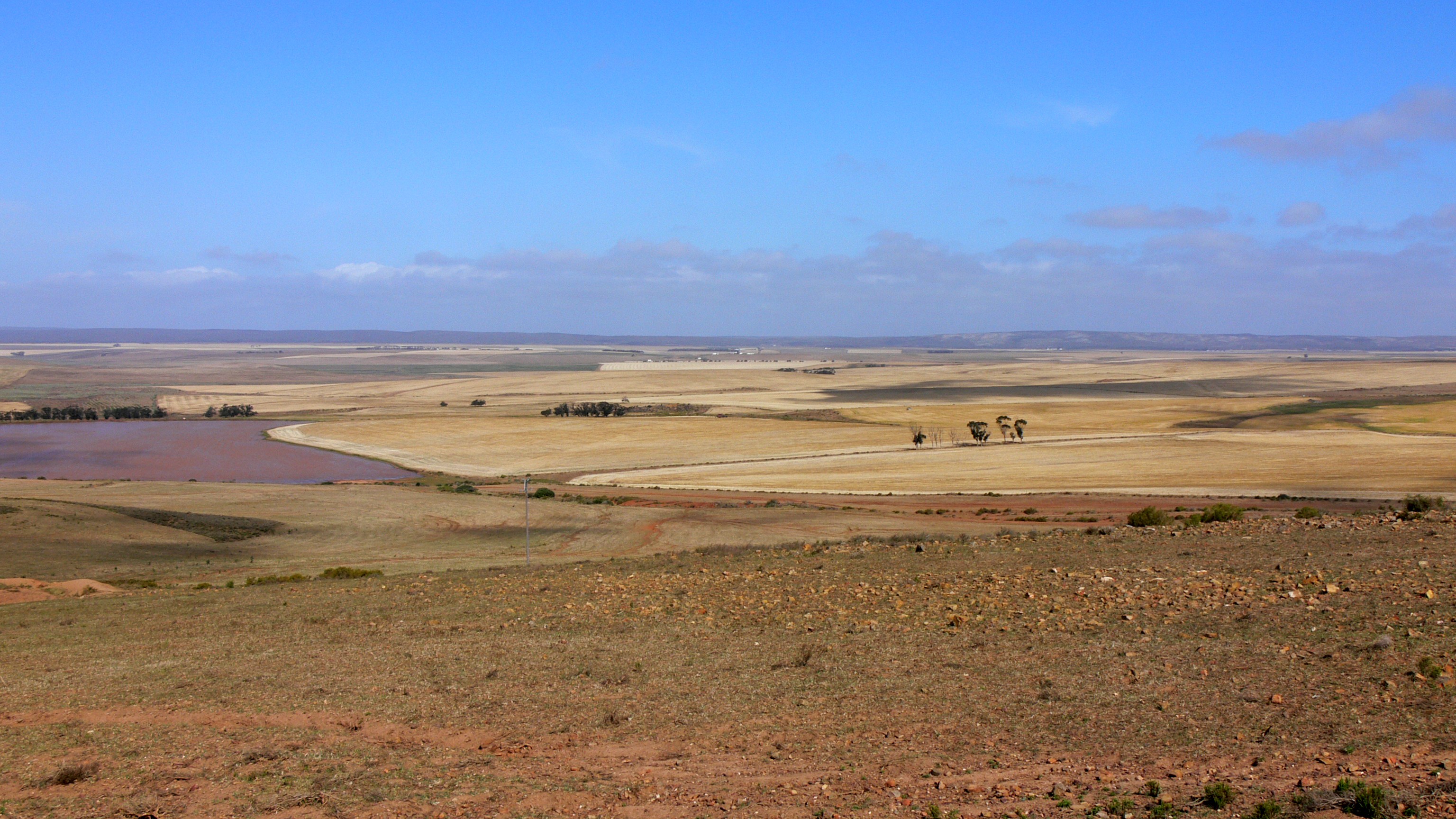
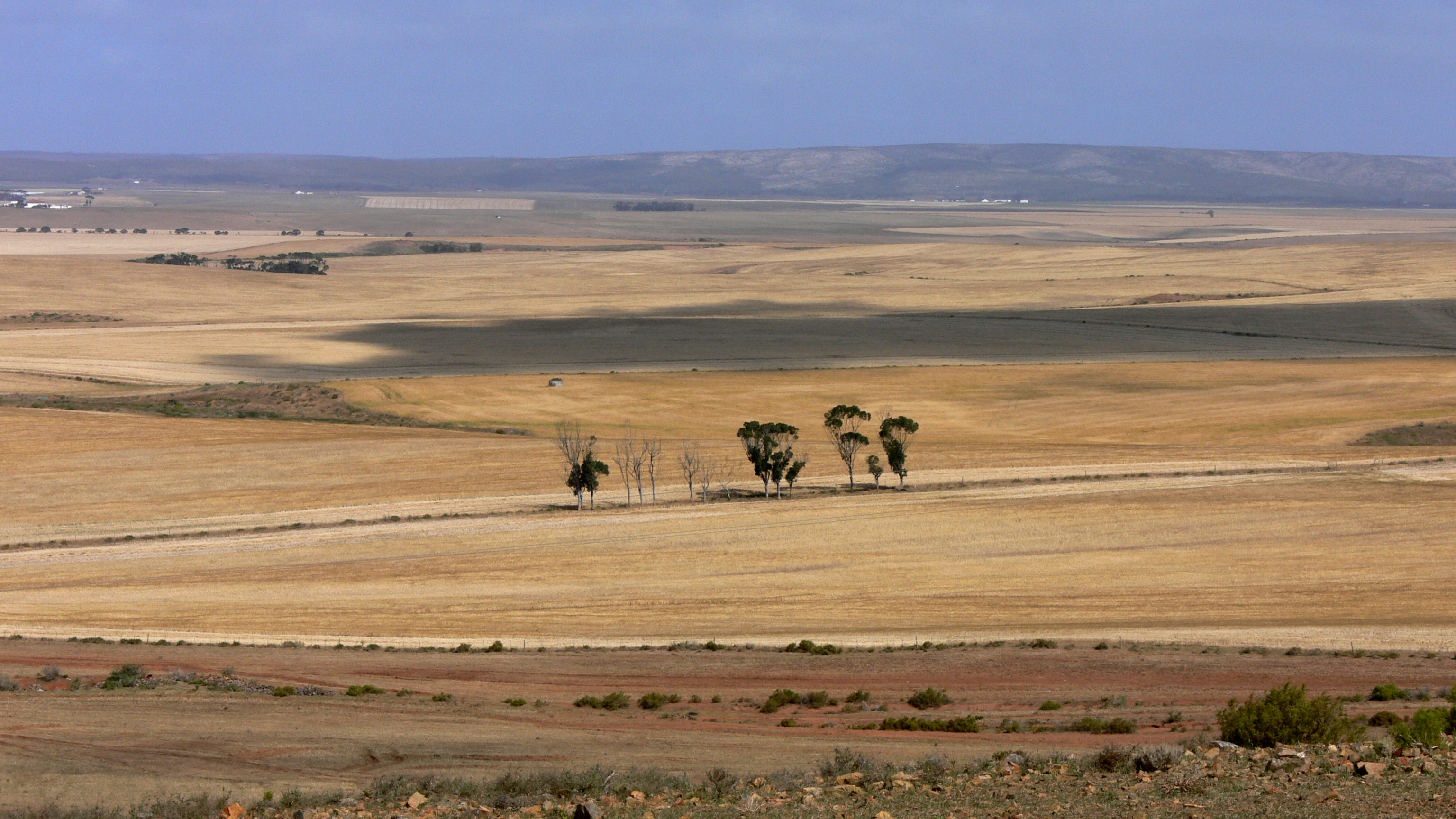
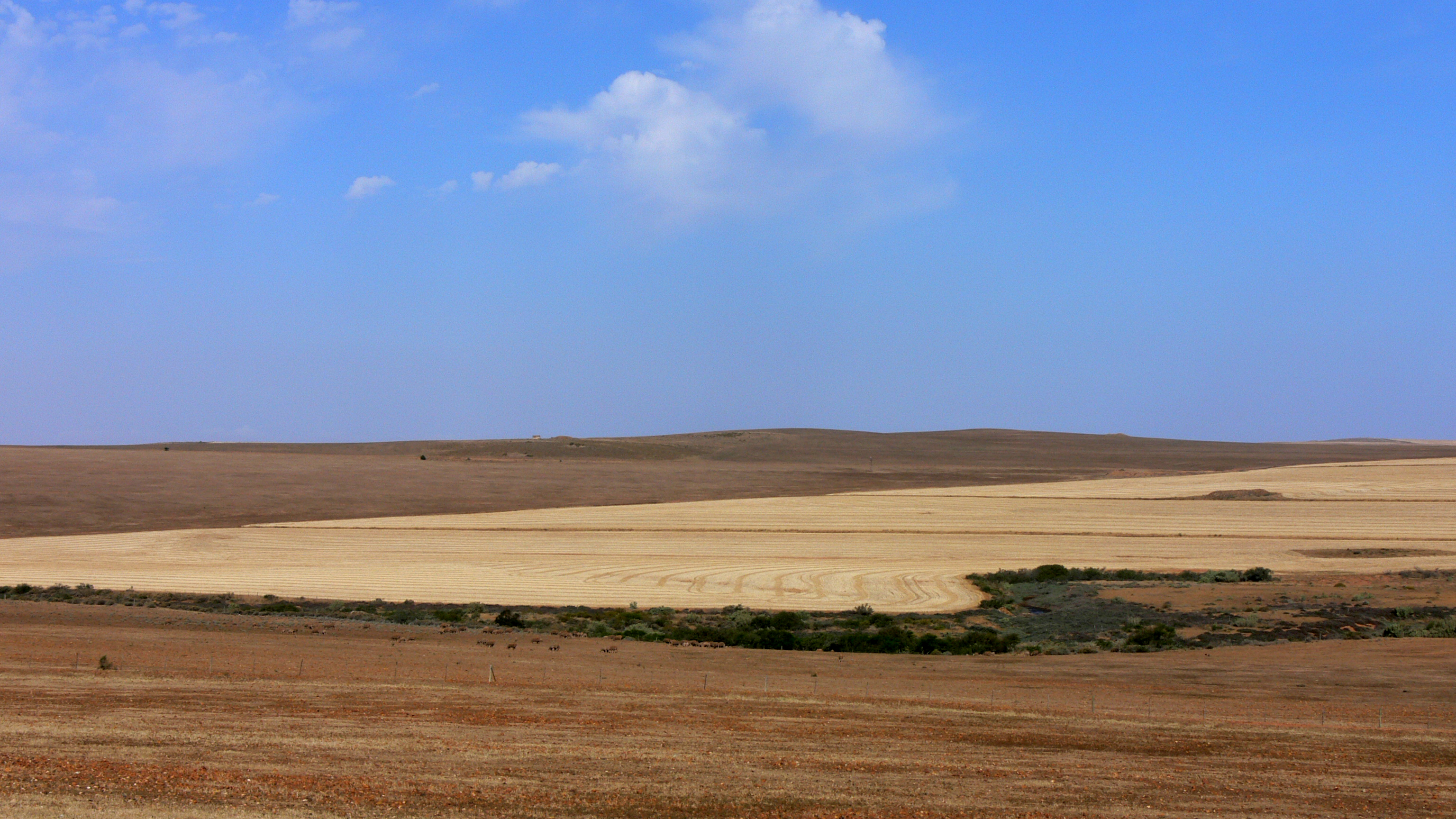

## Remarques
1. ↑  Binard, « WAPA Releases Southern Hemisphere Apple and Pear Crop Forecasts », WAPA Press Release (consulté le 24 mai 2013)
2. ↑  P.E. Raper, South African Place Names, Jonathan Ball, Jhb & Cape Town, 2004, 421 p. (ISBN 1-86842-190-2), p. 296

### Plans
- Google Earth view of the Overberg Region
- Maps of Overberg Region, Towns and Trails
- Map of Overberg region